# Chương trình Khí hậu Thế giới
Chương trình Khí hậu Thế giới, viết tắt là WCP (World Climate Programme) là một tổ chức phi chính phủ, phi lợi nhuận quốc tế hoạt động trong lĩnh vực nghiên cứu khí hậu, sự biến đổi, tác động và tìm kiếm khả năng thích ứng với biến đổi đó.
WCP thành lập năm 1979 tại Hội nghị Khí hậu toàn cầu (World Climate Conference) đầu tiên, họp ở Geneva. Các nhà tài trợ chính là:
- Tổ chức Khí tượng Thế giới (WMO),
- Chương trình Môi trường Liên Hợp Quốc (UN Environment Programme hay UNEP),
- Ủy ban Hải dương học Liên chính phủ (IOC, Intergovernmental Oceanographic Commission) của UNESCO,
- Hội đồng Khoa học Quốc tế (ICSU).

Ban điều hành WCP làm việc tại trụ sở của Tổ chức Khí tượng Thế giới tại Geneva, Thụy Sĩ.

## Các thành phần
Các thành phần của WCP là:
- Chương trình Nghiên cứu Khí hậu Thế giới WCRP (World Climate Research Programme), do Tổ chức Khí tượng Thế giới chủ trì.
- Hệ thống Quan trắc Khí hậu Toàn cầu GCOS (Global Climate Observing System)
- Chương trình Dịch vụ Khí hậu Thế giới WCSP (World Climate Services Programme)
- Chương trình Toàn cầu về Nghiên cứu về Tổn thương, Tác động và Thích ứng với Biến đổi Khí hậu gọi tắt là PROVIA (The Global Programme of Research on Climate Change Vulnerability, Impacts and Adaptation).